# Chapelle Saint-Jean d'Alleins
Pour les articles homonymes, voir Chapelle Saint-Jean.
La chapelle Saint-Jean est une chapelle rurale de style roman, partiellement ruinée, située à Alleins dans le département français des Bouches-du-Rhône en région Provence-Alpes-Côte d'Azur.

## Localisation
La chapelle Saint-Jean se trouve, comme la chapelle Saint-Georges, au sud-ouest du village d'Alleins, en bordure nord de la haute plaine du Sonnailler (altitude comprise entre 230 et 260 mètres, essentiellement sur la commune d'Aurons). Elle se dresse isolée, au bord de la route RD 16, dite route d'Aurons.
Le sentier de grande randonnée GR 6, qui relie Salon nord (Roquerousse) à Alleins en passant par Vieux-Vernègues, passe à proximité immédiate de la chapelle. 

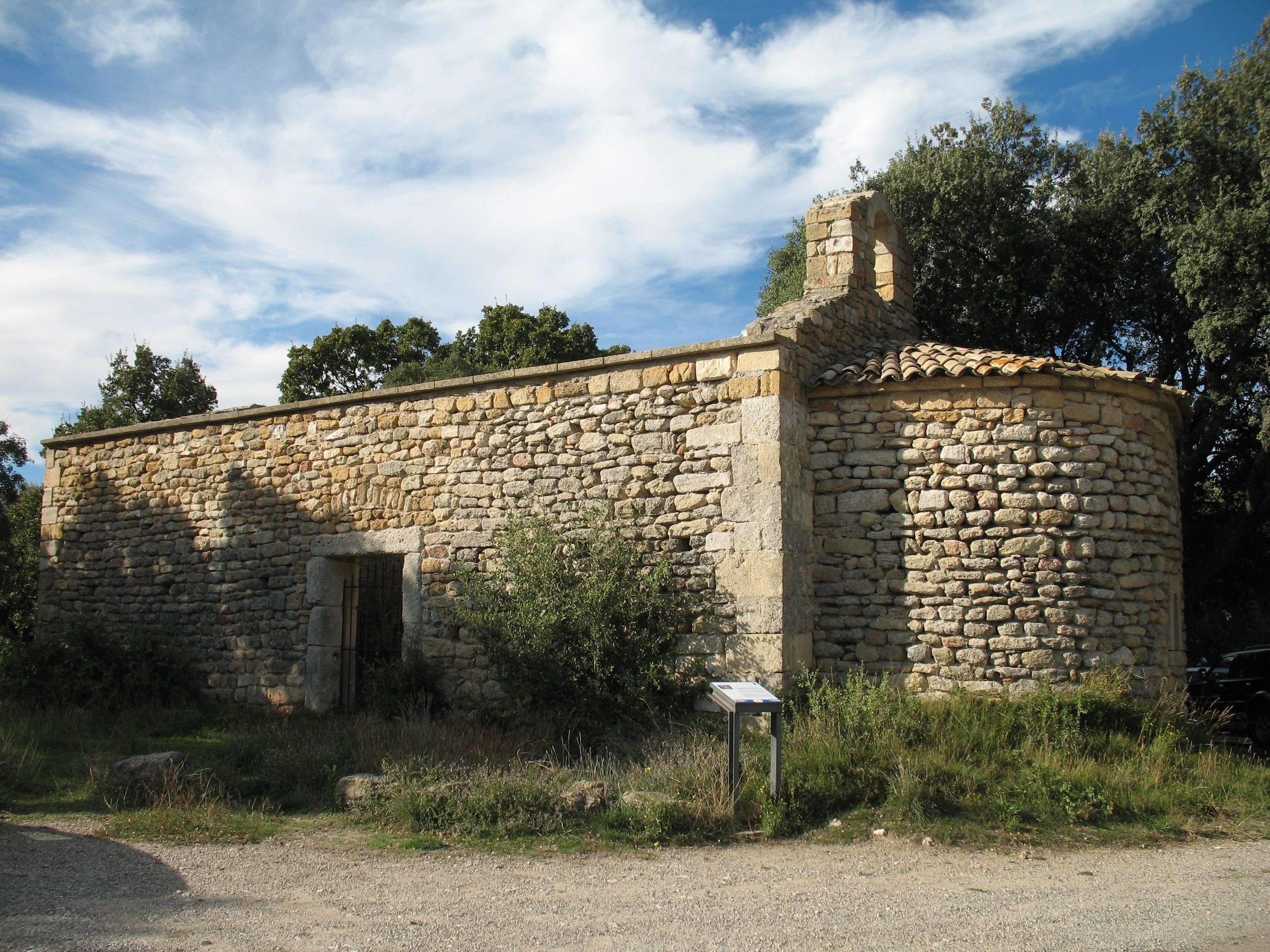
Vue générale de la chapelle.

## Historique
La chapelle a été édifiée au XIIe siècle,.
En 1986, des fouilles archéologiques ont révélé sous l'abside la présence d'un foyer datant du Ve siècle avant notre ère. À la suite de ces recherches, des travaux de restauration ont été effectués (APARE et le lycée professionnel les Alpilles de Miramas).

## Architecture

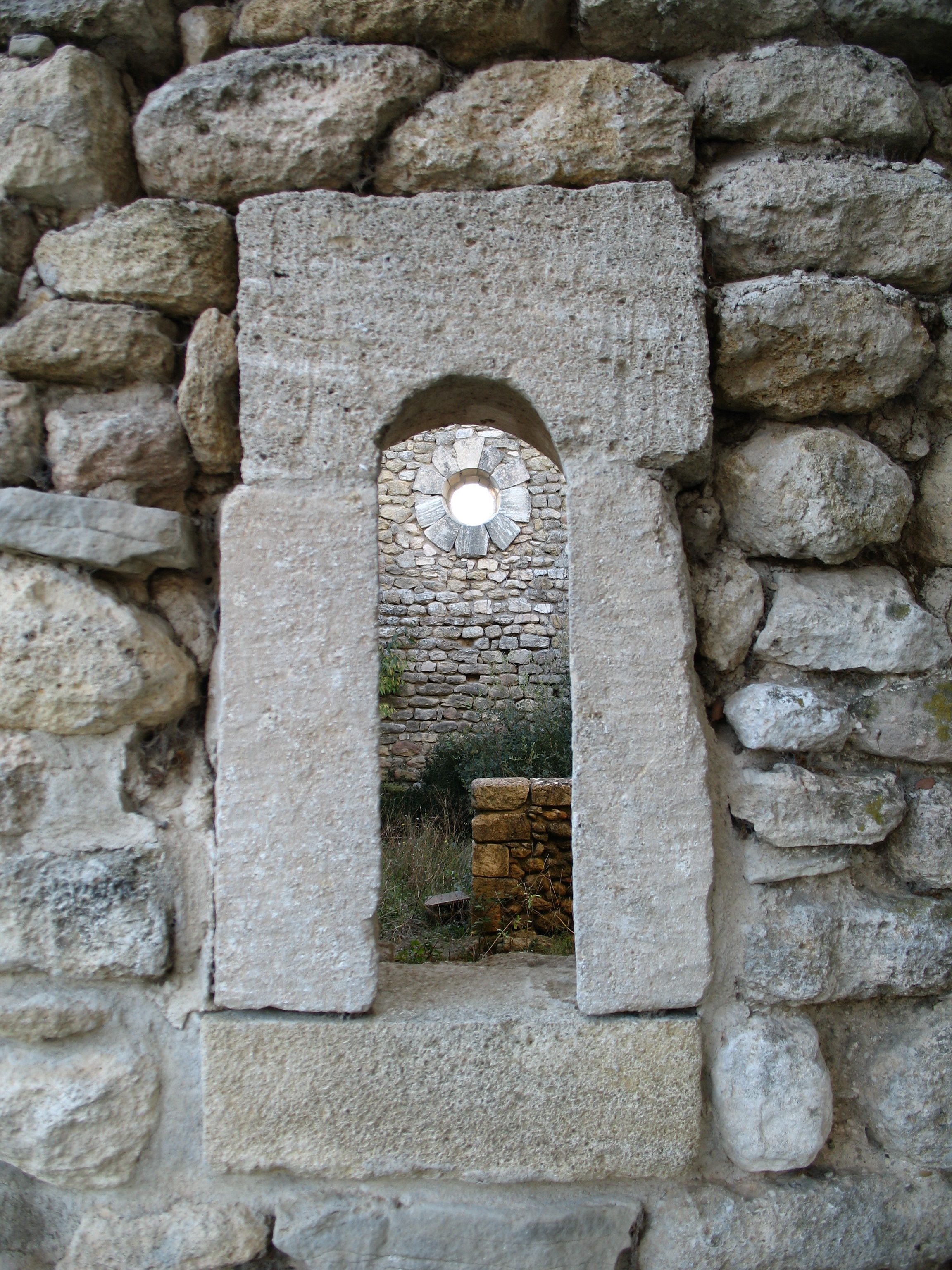
La fenêtre absidiale.

Cet édifice présente les caractéristiques du premier art roman provençal (plan à nef unique, arc triomphal, abside en cul-de-four). Sa maçonnerie est faite d'un appareil de moellons, l'utilisation de la pierre de taille étant réservée aux chaînages d'angle et à l'arc triomphal.
À l'est, l'église présente un chevet très simple composé d'une abside semi-circulaire unique. Cette abside, couverte de tuiles, est édifiée en moellons et percée d'une fenêtre axiale à arc monolithe. On observe, dans la maçonnerie du chevet, la présence d'arases (niveaux de maçonnerie servant de base pour la suite de la construction). 
Les façades de la nef sont également édifiées en moellons assemblés en appareil irrégulier, avec de puissants chaînages d'angle réalisés en blocs de pierre de taille de grande dimension. Percée au sud d'une porte rectangulaire à grille et encadrement de pierre blanche, la nef présente un pignon oriental surmonté d'un clocheton à baie campanaire unique et un pignon occidental percé d'un oculus cerclé d'une double rangée de claveaux.
L'intérieur, à ciel ouvert, conserve un bel arc triomphal en pierre de taille aux impostes saillantes et une belle abside voûtée en cul-de-four.

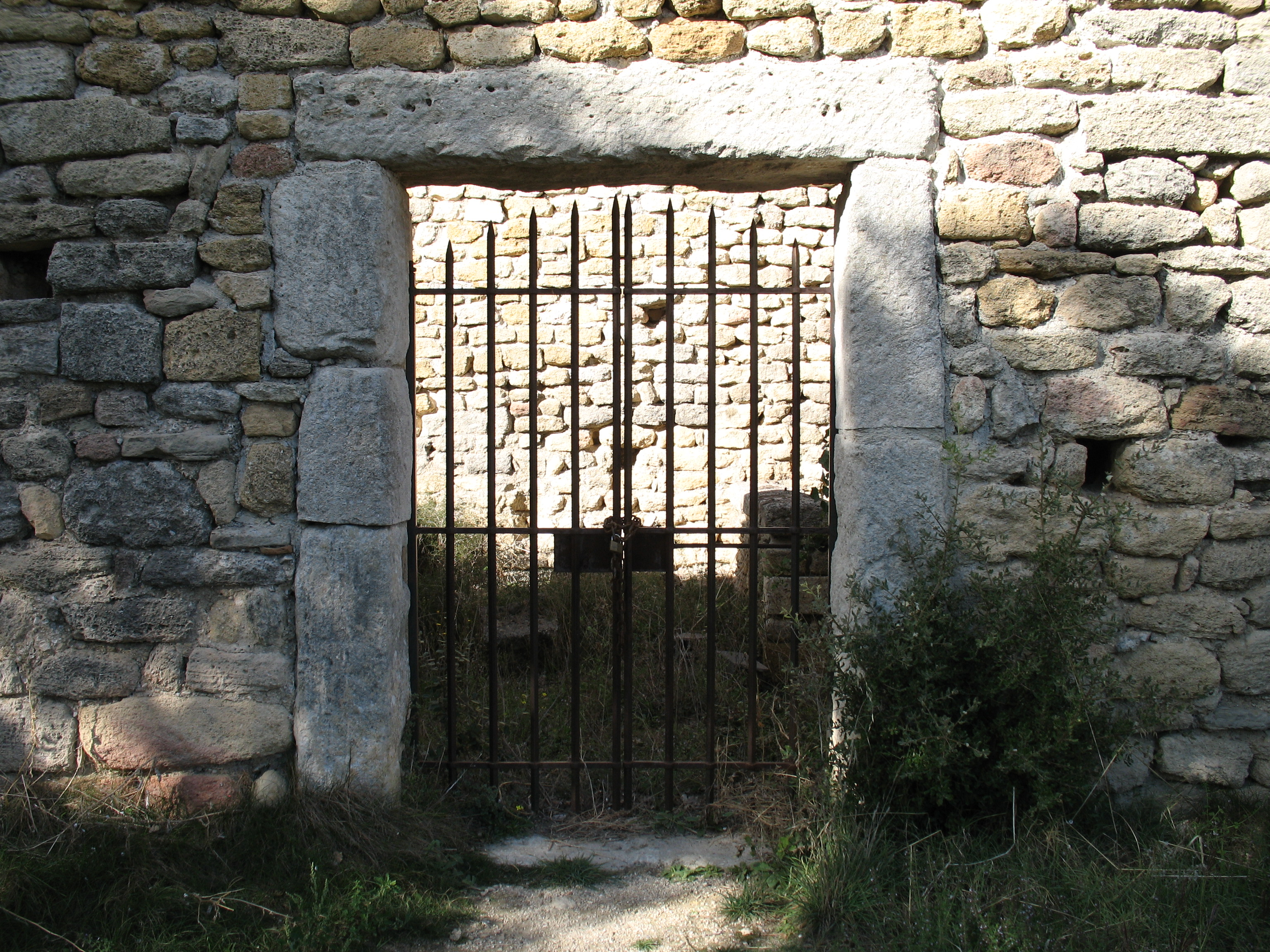
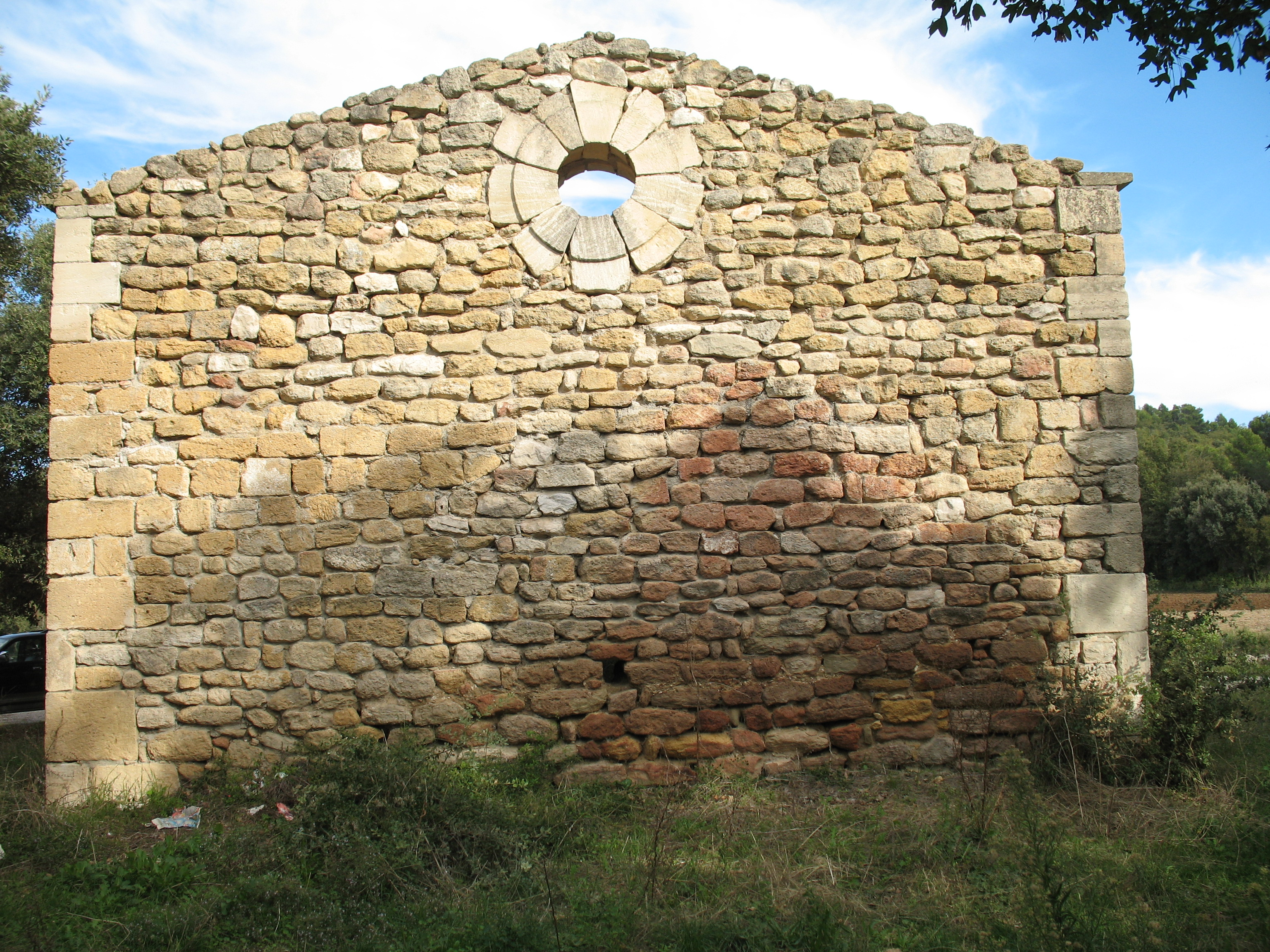
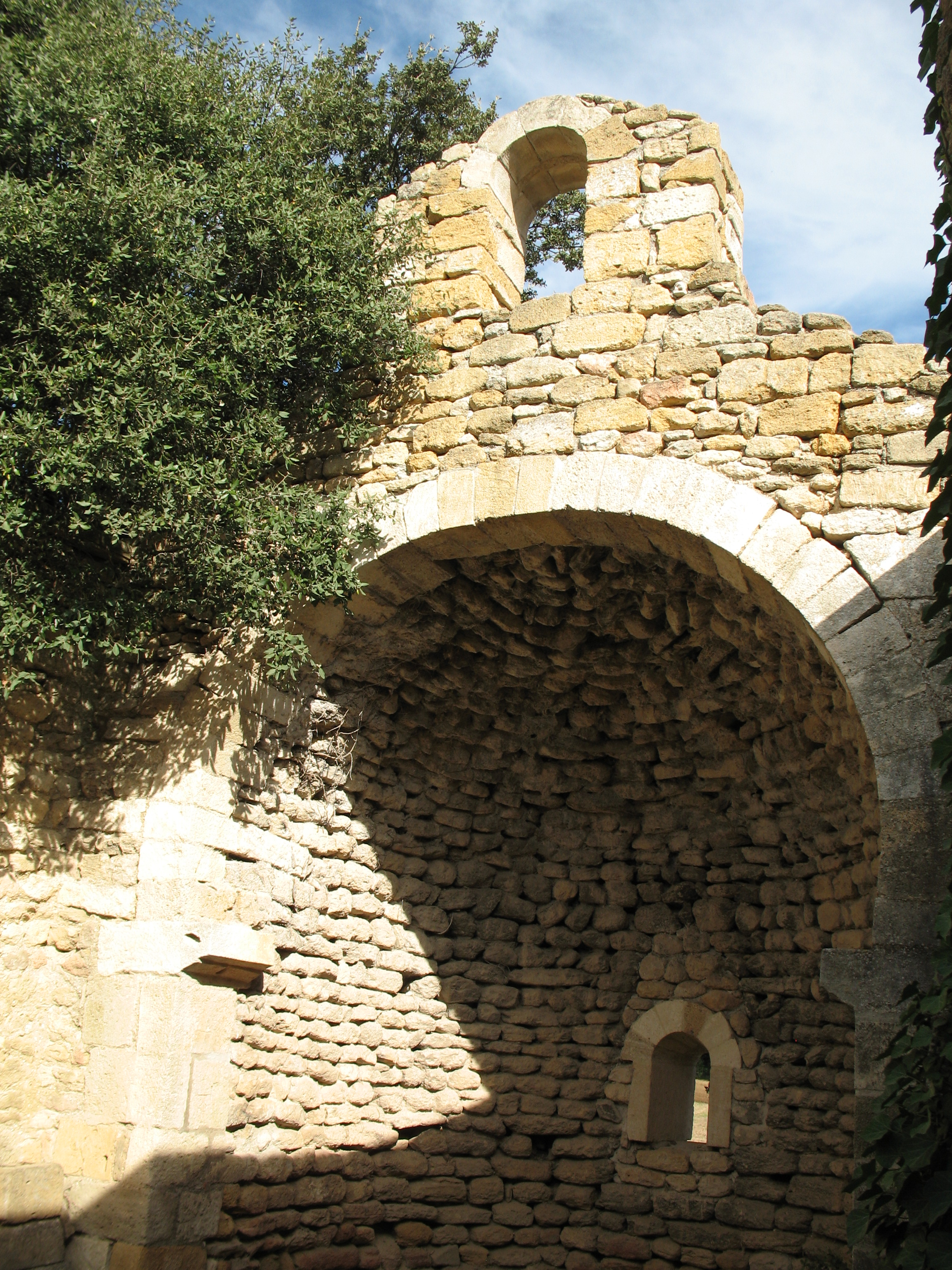
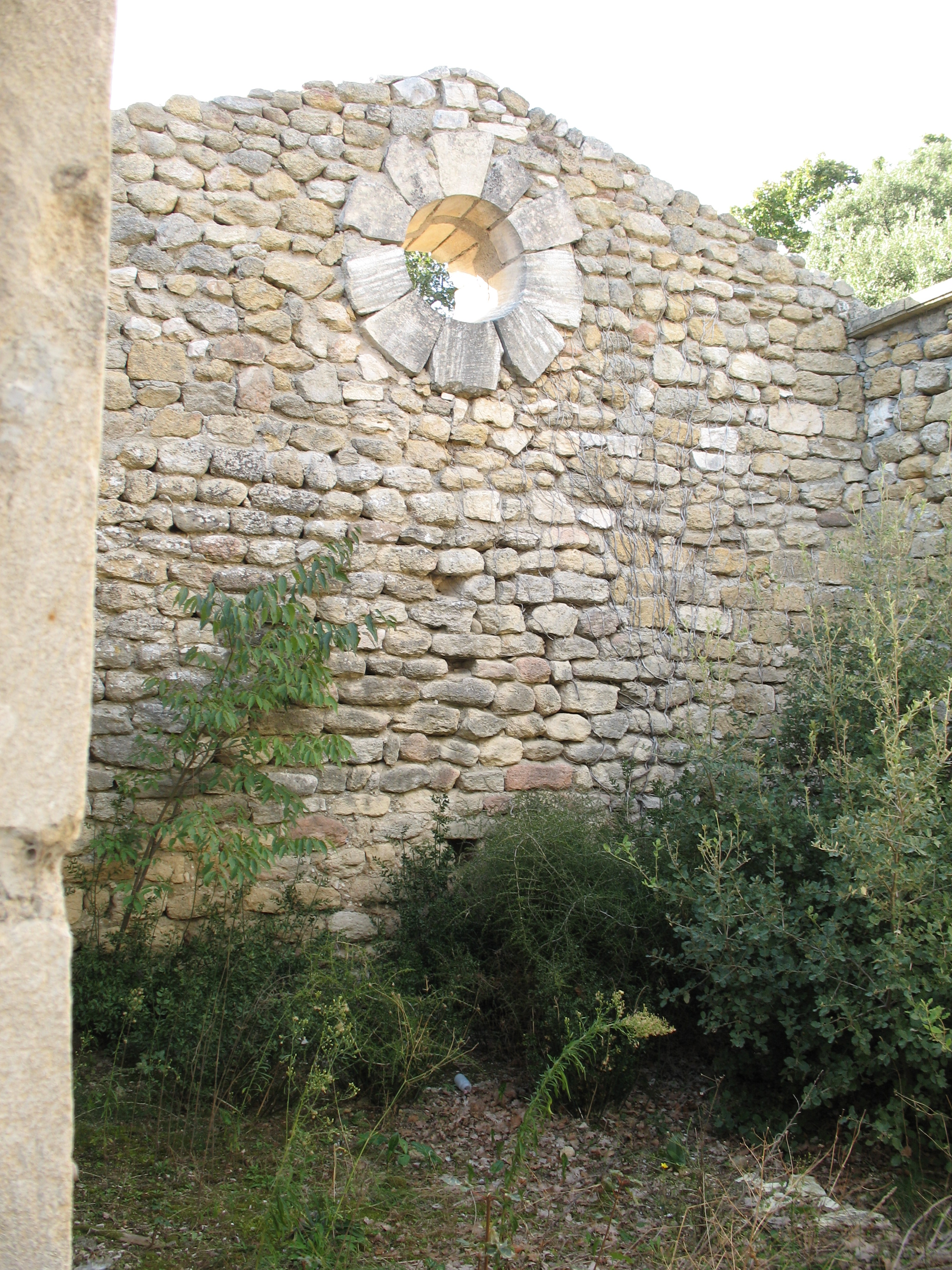
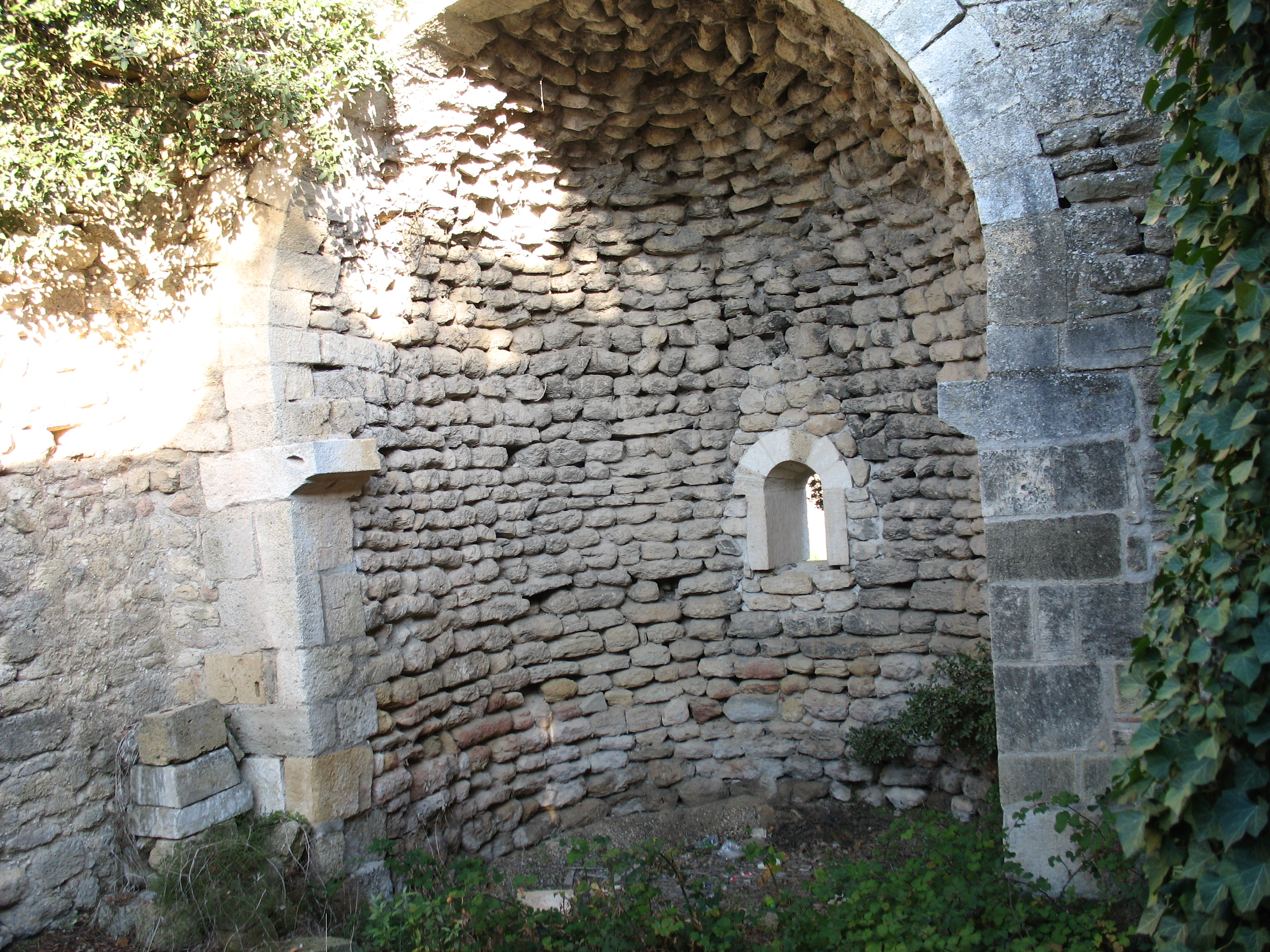